# اورشمیت
اورشمیت (به آلمانی: Urschmitt) یک شهر در آلمان است که در کوخم-تسل واقع شده‌است. اورشمیت ۲۷۸ نفر جمعیت دارد.